# 빌라르쉬르올롱

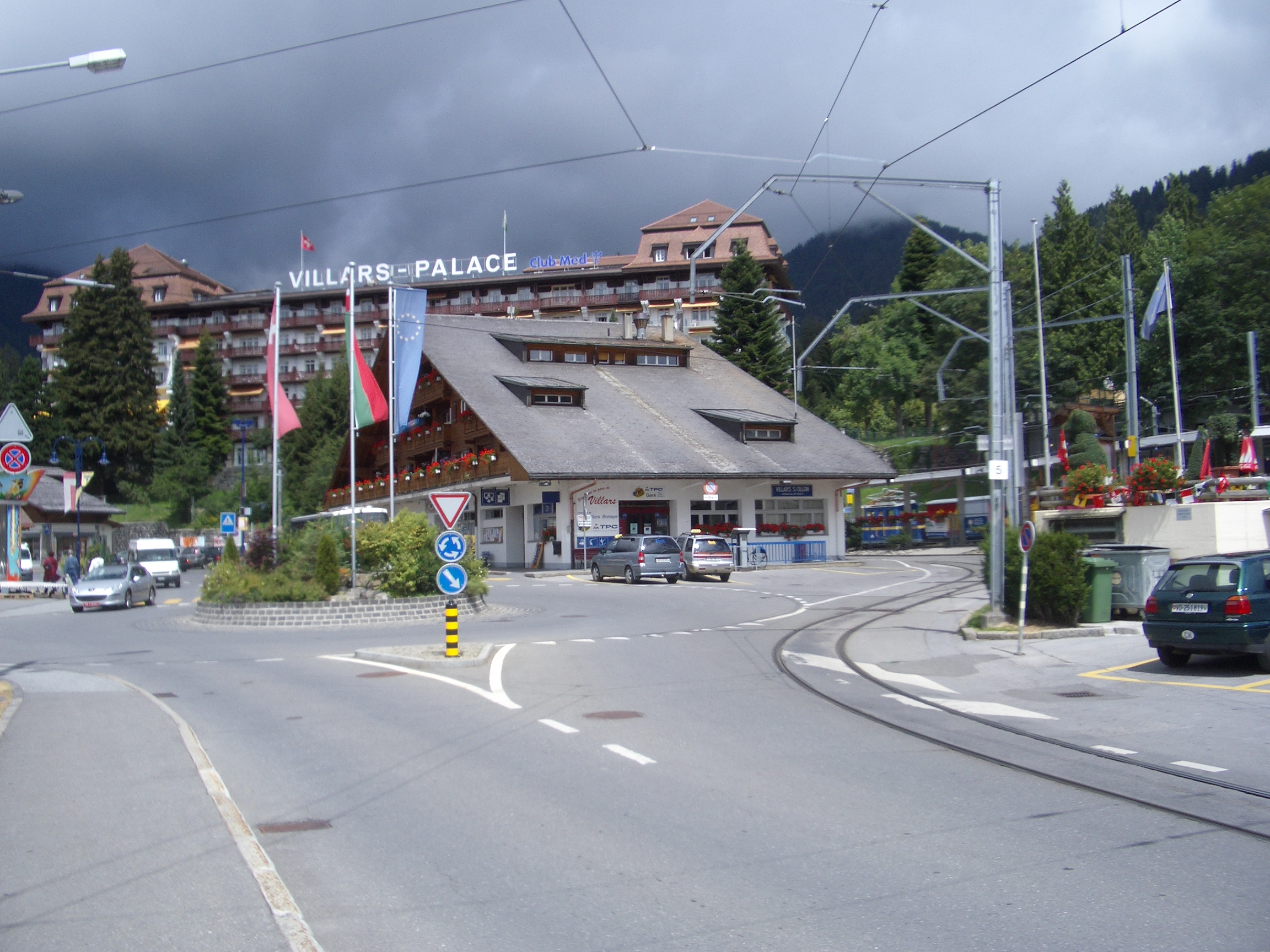
빌라르쉬르올롱에 위치한 철도역

빌라르쉬르올롱(프랑스어: Villars-sur-Ollon)은 스위스 보주에 위치한 도시인 올롱에 위치한 마을이다. 면적은 8.89km2, 높이는 430m, 인구는 4,272명(2015년 12월 기준), 인구 밀도는 480명/km2이다.
론강 골짜기에 위치하며 맑은 날에는 마을에서 멀리 떨어진 몽블랑 산을 볼 수 있다. 스키 리조트가 들어서 있으며 베(Bex)와 올롱(Ollon) 사이를 연결하는 철도가 운행되고 있다.